# ميريام أوريمانس
ميريام أوريمانس (بالهولندية: Miriam Oremans) مواليد 9 سبتمبر 1972 في هولندا، هي لاعبة كرة مضرب هولندية سابقة بدأت مسيرتها كمحترفة سنة 1997 وكانت تلعب باليد اليمنى، اعتزلت اللعب في 2002. أعلى تصنيف لها في الفردي كان المركز الـ 25 في سنة 1993. سبق أن شاركت في دورة الألعاب الأولمبية الصيفية.

## النهائيات

### النهائيات الأولمبية

#### الزوجي: 1 (0–1)
| الحصيلة | السنة | البطولة                        | الأرضية | الشريك       | المنافس                      | النتيجة  |
| ------- | ----- | ------------------------------ | ------- | ------------ | ---------------------------- | -------- |
| فضة     | 2000  | الألعاب الأولمبية الصيفية 2000 | صلبة    | كريستي بوجرت | سيرينا ويليامز فينوس ويليامز | 1–6, 1–6 |

## الميداليات
| الميدالية | المسابقة                       |
| --------- | ------------------------------ |
| فضية      | الألعاب الأولمبية الصيفية 2000 |

## روابط خارجية
- ميريام أوريمانس على موقع رابطة محترفات التنس (الإنجليزية)
- ميريام أوريمانس على موقع الاتحاد الدولي لكرة المضرب (الإنجليزية)
- ميريام أوريمانس على موقع كأس بيلي جين كينغ (الإنجليزية)
- ميريام أوريمانس على موقع بطولة ويمبلدون (الإنجليزية)
- ميريام أوريمانس على موقع خلاصة التنس.كوم (الإنجليزية)
- ميريام أوريمانس على موقع إي إس بي إن.كوم (الإنجليزية)
- ميريام أوريمانس على موقع اللجنة الأولمبية الدولية (الإنجليزية)
- ميريام أوريمانس على موقع أوليمبيديا (الإنجليزية)